# Branch House
Branch House es una mansión situada en la ciudad de Richmond, la capital del estado de Virginia (Estados Unidos). Fue diseñado en 1916 por la firma John Russell Pope como residencia privada del financiero John Kerr Branch (1865-1930) y su esposa Beulah Gould Branch (1860-1952).
La casa se encuentra dentro del Distrito Histórico de Monument Avenue, fue incluido en el Registro Nacional de Lugares Históricos en 1967. La propia Branch House fue incluida en el Registro Nacional de Lugares Históricos en 1984. El área del distrito se amplió en 1989 y posteriormente se actualizó a Monumento Histórico Nacional en 1997.
Después de que un heredero de la familia Branch obsequiara la casa a una organización benéfica local en la década de 1950, esta cambió de propietario varias veces hasta que fue comprada en 2003 por la Virginia Architecture Foundation (anteriormente Virginia Center for Architecture Foundation) y reabierta en 2005 como sede de su sucesor, el Centro de Arquitectura de Virginia (VCA), las oficinas de la Sociedad de Virginia del American Institute of Architects (VSAIA) y su publicación ahora desaparecida, la revista Inform. El edificio también alberga la sucursal del Museo de Arquitectura y Diseño.

## Significado histórico
Después de diseñar Branch House, la firma de John Russell Pope (1874-1937) se hizo muy conocida por diseñar el edificio de la Administración de Archivos y Registros Nacionales (1935), el Jefferson Memorial (1943) y el Edificio Oeste de la Galería Nacional de Arte (1941) en Washington D. C. El socio de Pope, Otto R. Eggers, completó esos encargos después de la muerte de Pope en 1937, y posteriormente diseñó proyectos destacados, incluido el interior de las SS Estados Unidos (1952) y el Planetario Morehead de la Universidad de Carolina del Norte en Chapel Hill.
Así, Branch House fue elevado al Registro Nacional porque fue diseñado por uno de los estudios de arquitectura más importantes del país a principios del siglo XX; porque es el único ejemplo del trabajo doméstico de la empresa en Virginia; y porque es el único ejemplo de estilo neotudor - neojacobino de la firma en las que los interiores han sobrevivido intactos. Además, la casa está ubicada dentro de un distrito histórico de importancia cultural y es la casa más grande de la ciudad de Richmond. 
Branch House refleja con precisión un período particular de la historia estadounidense, en las primeras décadas del siglo XX, cuando los estilos arquitectónicos ingleses estaban de moda entre los ricos industriales y financieros. El cliente también era descendiente de una distinguida familia de Virginia y había reunido una importante colección de artefactos renacentistas.

## Diseño

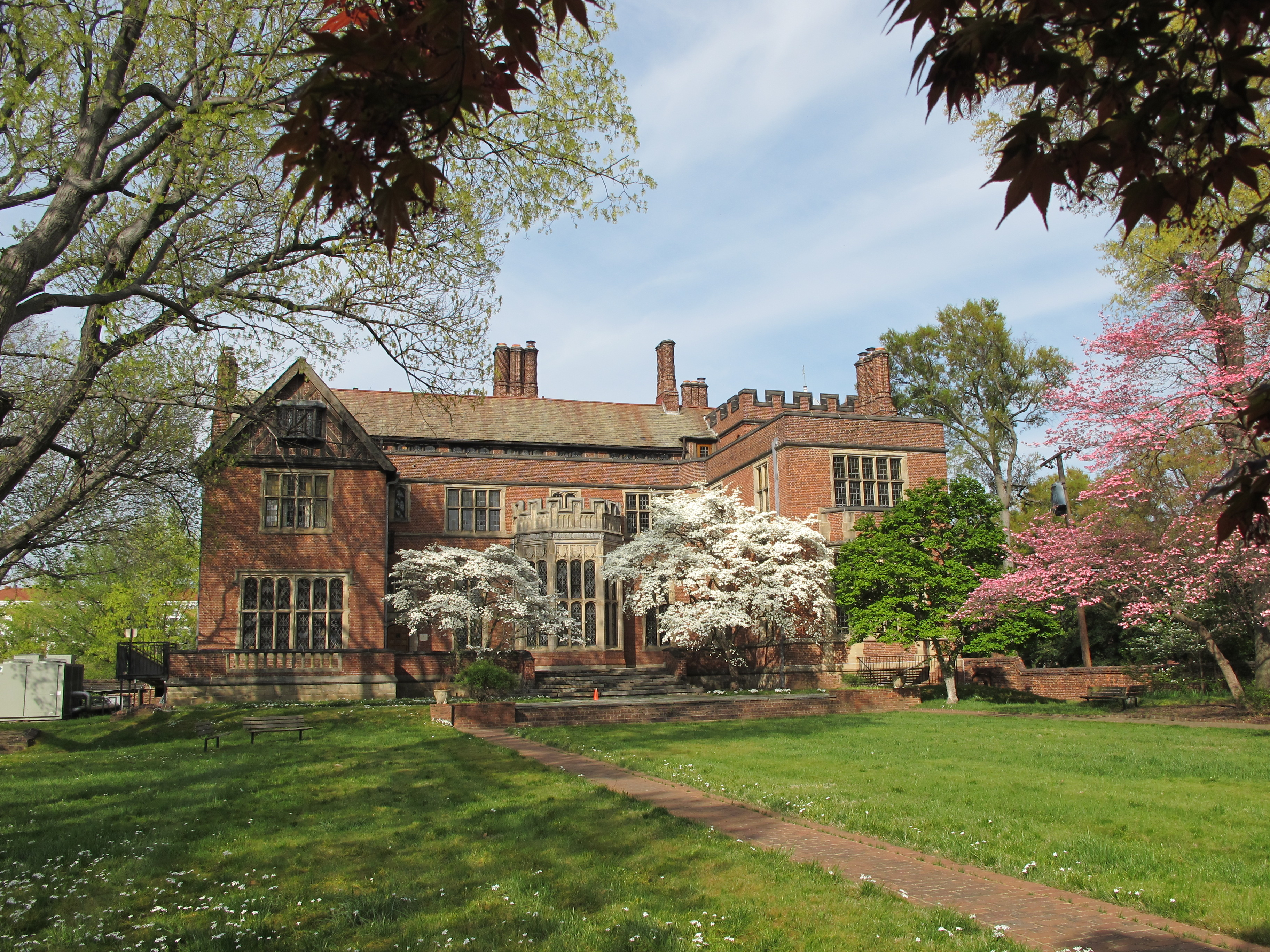
Branch House

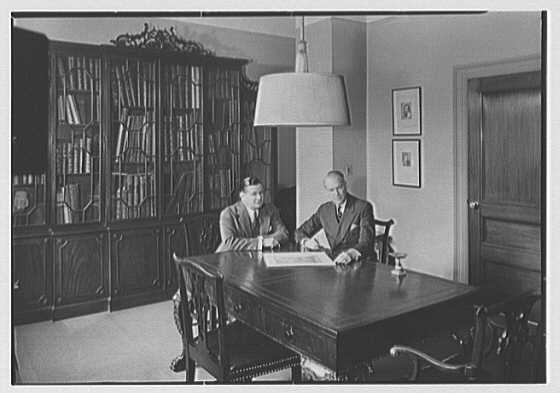
Eggers e Higgins en sus oficinas de la ciudad de Nueva York en 1941

Después de recibir el regalo de media cuadra de su padre, John Kerr y Beulah Branch encargaron el diseño a la firma de John Russell Pope. El sitio estaba adyacente al monumento con columnas a Jefferson Davis en 2501 Monument Avenue en Davis Street, en lo que ahora es el Distrito Histórico de Monument Avenue, dentro del distrito Fan de Richmond. En particular, el sitio está en el eje con la estación Broad Street al norte, posiblemente relacionado con las asociaciones profesionales de John Kerr Branch con el ferrocarril.

### Diseño general
Según la solicitud de 1984 al Registro Nacional de Lugares Históricos, el propio Pope tuvo una participación limitada en el proyecto y nunca visitó el edificio. Los dibujos de la construcción arquitectónica estaban fechados el 18 de agosto de 1916 y estaban firmados por su socio comercial, el arquitecto Otto R. Eggers. Los planos de planta incluían 28 habitaciones principales: pasillos públicos, galerías, suites privadas, cuartos de servicio, un salón de baile y salas de almacenamiento designadas específicamente para alfombras, porcelana y pinturas. - y armaduras.
Se ha informado que el tamaño total de la casa varía de 2508 a 3065 m². Es aproximadamente tres veces el tamaño de sus vecinos en Monument Avenue. 
Branch House presenta una parte central flanqueada por dos pabellones salientes. El techo es de doble inclinación con parapetos y almenados (o almenas), creando numerosas complejidades y áreas planas ocultas. El pabellón este tiene una bahía almenada de tres pisos. La solicitud de 1984 al Registro Nacional de Lugares Históricos describió la relación de la casa con la calle como "extremadamente incómoda". La oficina de Pope había previsto un garaje en Park Avenue, pero no se añadió un garaje de dos puertas hasta la década de 1920, en el extremo oeste del edificio.
Aunque desde el exterior de la casa parece tener tres plantas, y aunque el interior se presenta lógicamente, el interior está organizado en numerosos niveles diferentes — informó vario como los niveles que van desde 11 a tantos como 19.

### Estilo e inspiración
El estilo histórico de Branch House se ha informado de diversas formas como Tudor, Tudor Revival, Tudor-Jacobeo o Tudor doméstico. La solicitud de 1984 al Registro Nacional de Lugares Históricos señaló que el diseño "incorporó características destacadas de varias casas de campo inglesas del siglo XVI para formar un conjunto convincentemente correcto de elementos de diseño", y agregó que "para mantener la ilusión de la edad, el arquitecto había los materiales de construcción se desgastaron y envejecieron para agregar pátina a la imagen de poder y pedigrí "  y, además, que" los barones de la industria, las finanzas y la cultura estadounidenses, como Branch, se apropiaron de las tradiciones de la arquitectura doméstica inglesa como una forma de afirmar un linaje noble para su clase ". 
John Russell Pope había viajado mucho y la firma basó el diseño de Branch House en una gran casa de campo del siglo XVI en Warwickshire, Inglaterra, conocida como Compton Wynyates, que cuenta con numerosos detalles exteriores que también se encuentran en Branch House, incluidos paneles de lino en el interior y el exterior rabescatos de madera y ladrillo, junto con mirador y ventanas abatibles con vidrio emplomado. La oficina de Pope tomó prestados principalmente detalles y elementos de diseño de Compton Wynyates, que envuelve un gran patio interior, se encuentra en el interior de una gran parcela de campo y es muy expansivo y asimétrico. Branch House, por el contrario, no incluye patio, se encuentra adyacente a la esquina de una calle en una parcela urbana y es en gran parte compacta y más simétrica.

### Construcción y detalles
Las características exteriores de Branch House incluyen su muro perimetral de ladrillos, materiales de pared de ladrillo desgastado combinado con arenisca de acantilado de brezo angustiado y patinado, motivos de piedra esculpida, marcos de puertas y ventanas de arenisca, chimeneas, vidrio emplomado, heráldica de piedra tallada, ventanas orientables (ménsulas que se asemejan al fondo cónico de las lámparas antiguas), barcazas que se asemejan a las de Compton Wynyates, inscripciones en los cabezales de las ventanas que hacen referencia a la llegada de la familia Branch a Virginia durante el siglo XVII, una torre que recuerda a la del Palacio de Hampton Court y tres chimeneas de ladrillos retorcidos característicamente Tudor que se asemejan a las que se encuentran en los libros de patrones Tudor de la época. 
El interior presenta techos abovedados, tracería curvilínea con símbolos heráldicos, molduras de yeso estilo Tudor fuertemente decoradas y características modernas que incluyen pisos de concreto ignífugo y una caldera redundante en caso de que la caldera principal fallara. Utilizando artefactos de la colección personal del Renacimiento de los Branches, la casa incorporó una puerta italiana y una mampara de galería de madera tallada (o mampara de juglar) de Inglaterra. Hasta la muerte de Beulah Gould Branch, casi todas las superficies de las paredes de las habitaciones principales de la casa estaban cubiertas con la colección de tapices y textiles de la pareja. 

## La familia Branch
John Kerr Branch nació en Danville, Virginia, hijo de Mary Louise Merritt Kerr (1840-1896) y John Patteson Branch (1830-1915), ambos originalmente de Petersburg, Virginia. La rama mayor era un destacado banquero, inversor, financiero y filántropo de Richmond. A su muerte en 1915, The New York Times lo llamó el " Néstor de los banqueros de Richmond".
John Kerr Branch creció en Richmond y asistió a la Escuela McGuire, posteriormente estudió en París y Alemania (1882-1884). A los 21 años comenzó a trabajar como empleado en la firma de su padre, Thomas Branch & Company. Branch invirtió con éxito en bienes raíces y ferrocarriles; finalmente heredó la fortuna bancaria de su familia; y se convirtió en director de la Continental Insurance Company de Nueva York (principalmente involucrada con las fábricas de algodón y ferrocarriles del sur) y la Petersburg Savings and Insurance Company. Se convirtió en presidente del Merchants National Bank of Richmond (después de haber fundado el banco en 1871); Presidente de Thomas Branch and Company, más tarde Branch & Company, (1837-1976); y presidente de Bankers and Brokers, Richmond. Fue miembro de la Bolsa de Valores de Nueva York y, además de numerosos clubes de Richmond, también miembro del New York Yacht Club y de la Downtown Association of New York. 
Branch conoció a Beulah Frances Gould en Alemania en un retiro en la Selva Negra. Ambos cuáqueros, se casaron en 1886 en la finca rural de la familia Gould, Elmwood, en Quaker Hill, Pawling, Nueva York, y posteriormente tuvieron tres hijos: John Akin (nacido en 1887), Zayde Bancroft Branch (nacida en 1891) y Louise Branch (nacida en 1900).
Branch ya había comenzado una carrera como ávido coleccionista a los 19 años, cuando adquirió dos sillas del siglo XVI. Más tarde, él y su esposa Beulah se hicieron ampliamente conocidos como coleccionistas de pinturas, muebles, tapices, trabajos en madera y armaduras del Renacimiento italiano. Para el diseño de su nuevo hogar, comenzaron a trabajar con la firma de John Russell Pope en 1914, mucho antes de las destacadas comisiones de la firma en Washington D. C. En el momento en que las Ramas encargaron la casa, la firma de Pope acababa de ganar el competencia para diseñar la estación de tren Broad Street de Richmond, a sólo dos cuadras al norte en un terreno propiedad del padre de Branch cerca del monumento a Jefferson Davis de Monument Avenue. El anciano Branch le regaló una cuadra entera a su hijo e hija con la condición de que construyeran sus casas allí. John Kerr construyó en la mitad del bloque, y la construcción se completó en 1919 a un costo de 160 000 dólares, unos 19 millones en 2010.
Los Branches vivieron "estacionalmente", manteniendo Elmwood, su finca agrícola en Quaker Hill, Pawling, Nueva York y más tarde también adquirieron una villa renacentista italiana del siglo XV cerca de Florencia (Villa Marsilio Ficino en Fiesole). Branch House era su hogar de invierno.
John Kerr Branch murió en Fiesole el 1 de julio de 1930, a la edad de 65 años de bronquitis, y fue enterrado en Richmond. Beulah Gould Branch continuó viviendo en la casa hasta su muerte en 1952. Su hija, Zayde Branch Rennold posteriormente regaló la casa a una organización benéfica de Richmond. Una década más tarde, a fines de la década de 1960, su nieta Zayde Rennolds Dotts creó la Monument Avenue Preservation Society para proteger los alrededores de la casa que sus abuelos habían encargado.

## Sucesión de la propiedad e historia reciente
En 1953, Branch House fue otorgada por Zayde Branch Rennolds la hija de Beulah y John Kerr Branch, al Richmond Community Chest, que posteriormente se convirtió en el United Givers Fund, convirtiéndose a su vez en la oficina de Richmond de United Way. Después de la muerte de Beulah Gould Branch y durante los años 1957-1975, la casa pasó a ser conocida como Branch Memorial House.
En 1966, la casa fue ocupada por un grupo de nueve organizaciones benéficas, incluidas United Way y la American Cancer Society. Como sede de United Way of Greater Richmond, Branch House organizó numerosos eventos sociales, reuniones y actividades comunitarias, incluida la serie de conciertos de verano de la Richmond Pops Band.
En 1982, Robert E. Pogue de Richmond y su esposa Janice W. Pogue de Richmond compraron la casa y establecieron las oficinas de Pogue & Associates, Inc., una agencia de seguros que representa a Northwestern Mutual. Posteriormente, los Pogue donaron una servidumbre de preservación al Departamento de Recursos Históricos de Virginia. A cambio de beneficios fiscales, la servidumbre estipulaba que "no se podían hacer cambios importantes en el exterior o el interior a perpetuidad". En diciembre de 1983, los Pogue solicitaron con éxito la inclusión de Branch House en el Registro Nacional de Lugares Históricos. Durante su uso por parte de Pogues y Northwestern Mutual, la casa fue rehabilitada extensamente y nuevamente se puso a disposición para eventos públicos.
Para 1990, la agencia de seguros había superado la casa y la puso a la venta por un precio inicial de 2,5 millones de dólares.
En 2003, el Virginia Center for Architecture Foundation (VCAF), precursor del Virginia Center for Architecture (VCA), compró el hito por 2 millones de dólares, posteriormente verificando los créditos fiscales por preservación histórica, coordinando el trabajo con el Departamento de Recursos Históricos de Virginia, y emprender una renovación de 2 millones de dólares. La renovación reparó secciones planas del complejo sistema de techo, reparó las ventanas abatibles de vidrio emplomado, eliminó la pintura de su mampostería interior, modernizó los sistemas HVAC y ajustó las instalaciones a los requisitos de accesibilidad de la Ley de Estadounidenses con Discapacidades. 
El 1 de abril de 2005, la instalación se inauguró como museo, incorporando galerías, tiendas y oficinas. Dos grandes salas, una en una larga galería a lo largo del muro norte de la casa y otra en la antigua sala de estar, brindan espacio para exhibiciones. Además del museo, que es un afiliado de la Confederación Internacional de Museos de Arquitectura, Branch House alberga las oficinas de la Sociedad de Virginia del Instituto Americano de Arquitectos (VSAIA) y el Centro de Arquitectura de Virginia (VCA); la oficina editorial de la publicación de VSAIA, la revista Inform; una tienda de museo; así como las principales oficinas legales de Dominion General Counsel. Una tienda de libros raros, Collectors Old Book Shop, opera en el segundo piso, habiéndose reubicado con VSAIA y VCAF cuando se mudaron de Barret House en Richmond. El dormitorio de Beulah Gould Branch ahora sirve como la sala de juntas oficial de VCA y VSAIA. La sala de la capilla original de Branch House permanece sin desarrollar.
En 2013, el museo recibió una donación de 250.000 dólares del Fondo Elwood, administrado por los descendientes de John Kerr y Beulah Gould Branch. En 2014, el museo dedicó una de las galerías de la instalación en honor a Zayde Branch Rennolds y en reconocimiento a la donación del Fondo Elwood 2013.